# 사우로르니토이데스
사우로르니토이데스(Saurornithoides)는 중생대 백악기 후기, 오늘날 아시아대륙에 서식했던 2족보행의 육식공룡이다. 트로오돈과에 속하는 수각류로서, 학명은 그리스어 "sauros(영어: lizard), "ornithos(영어: bird), "oid "(영어: form)가 합쳐져 만들어진 것으로, ‘새와 같은 도마뱀’이라는 의미를 갖고 있다. 화석은 몽골 고비사막 부근에서 발견되었다. 전체 몸길이는 약 2 m에서 3 m, 체중은 대략 23 kg에서 53 kg 정도 되었을 것으로 추정된다.